# Luciana Dolliver
Luciana Dolliver, nom de scène d'Angela Alecci, née à Catane le 28 avril 1910 et morte à Rome le 1er septembre 1982, est une chanteuse italienne.

## Biographie
Angela Alecci a débuté très jeune, comme danseuse et chanteuse dialectale. En 1938, elle chante à la Radio dans l'Orchestre de Pippo Barzizza, puis d'autres. Au début de la Seconde Guerre mondiale, elle suit les troupes italiennes sur front en Albanie, en Grèce et en Yougoslavie et devient ainsi populaire. À la fin de la guerre elle vit une seconde jeunesse à la radio.
En 1953, un accident de tramway lui fait perdre la voix. Elle est morte à Rome en 1982, oubliée par la critique. Elle est enterrée au cimetière Flaminio à Rome.

## Discographie partielle

### 78 tours
- 1938 : Ammore mio luntano
- 1938 : Bambina Innamorata
- 1938 : Canta usignolo  avec le Trio Lescano
- 1938 : Come Wally
- 1938 : Credi
- 1938 : Dimmi
- 1938 : E canta, oi Napule
- 1938 : Ll'ora d'o tramonto
- 1938 : L'ultimo Pierrot  avec le Trio Lescano
- 1938 : La canzone del mare   avec  Quartetto Cetra
- 1938 : Nata per amare
- 1938 : Non diciamoci addio
- 1938 : Non Partir
- 1938 : Notte e giorno
- 1938 : Nulla
- 1938 : O mese d 'e rrose
- 1938 : Oggi canto perchè sono innamorata
- 1938 : Parlami d'amor
- 1938 : Prendimi con te
- 1938 : Primmavera malinconica
- 1938 : Quando cadrà la prima stella
- 1938 : Quanno ce vo' ce vo
- 1938 : Ritornerai
- 1938 : Settembre sotto la pioggia  avec le Trio Lescano
- 1938 : Solo te
- 1938 : Solo un sorriso
- 1938 : Son Tanto Innamorata
- 1938 : Stanotte non dirmi di no
- 1938 : Ti voglio ancor
- 1938 : Tu sei geloso ancor
- 1938 : Tutt'e' nnotte
- 1938 : Tutto dorme
- 1938 : Una Notte A Madera avec le Trio Lescano
- 1938 : Viole
- 1939 : Carovana D'amore
- 1939 : Cerco una ragazza
- 1939 : Felicità
- 1939 : Finestra Al Sole
- 1939 : Forse T'amerò
- 1939 : Ho voglia di sposarmi
- 1939 : L'abito Blu
- 1939 : Lontano da te
- 1939 : Napoli che non muore
- 1939 : Nuvola
- 1939 : Piccolo chalet (Piccola casa) avec le Trio Lescano
- 1939 : Rondinella pellegrina
- 1939 : Slow delle mimose
- 1939 : Sotto il cielo di Cheren
- 1939 : Tu  che mi vuoi bene (sempre  più)
- 1939 : Una casetta e dentro te !
- 1940 : Passa La Diligenza
- 1940 : Signora illusione
- 1940 : Sogni d'or
- 1940 : Ti vorrei dimenticare

.